# Abajo el telón (película de 1955)
Abajo el telón es una película de comedia musical y drama mexicana de 1955 dirigida por Miguel M. Delgado y protagonizada por Mario Moreno "Cantinflas", Christiane Martel y Beatriz Saavedra.Esta película constituye el debut cinematográfico de la actriz y reina de belleza francesa, Christiane Martell.

## Argumento
Cantinflas trabaja como limpiador de ventanas con un pequeño tenderete en un barrio de la ciudad. Se presenta la ocasión de limpiar las ventanas de una famosa actriz francesa, Lulu Duval (Christiane Martel), que interpreta su trabajo actoral en un importante teatro en la ciudad. En ese instante el apoderado artístico de la actriz, Julián (Alejandro Ciangherotti) roba su más preciada joya, un collar muy valioso. Cantinflas es acusado injustamente porque al momento se hallaba limpiando las ventanas, aunque la asistente y confidente de la actriz, Anita (Beatriz Saavedra) cree en su inocencia.
El ladrón negocia el collar con el jefe de una banda que en ese momento azota la ciudad (Rafael Alcayde). El Comisario de la Policía (Víctor Alcocer) convence a Cantinflas de que le sirva de espía contra la banda a cambio de su libertad. Cantinflas acepta, y es infiltrado como empleado del teatro donde se desenvuelve el ladrón del collar, al igual que la famosa actriz. En el teatro, Cantinflas es perseguido en muchas ocasiones por diversos facinerosos pertenecientes a la banda de ladrones de joyas, que quieren matarlo porque sospechan que él trabaja para la policía, como por los trabajadores del teatro, que persiguen a Cantinflas por las travesuras y dificultades que origina en el trabajo teatral.

## Reparto
- Mario Moreno como Cantinflas.
- Christiane Martel como Lulu Duval.
- Beatriz Saavedra como Anita.
- Alberto Catalá como Asistente de Cantinflas.
- Víctor Alcocer como Comandante.
- Tito Novaro como actor en teatro.
- María Herrero como Secretaria
- Alejandro Ciangherotti como Julián.
- Rafael Alcayde como Jefe de la banda criminal (como Rafael Alcaide).
- Miguel Manzano como Peralta.
- Ernesto Finance como Empleado del teatro.
- Queti Clavijo como Bailadora (como Kety Clavijo).
- José Luis Aguirre "Trotsky" como Bailarín delicadote (no acreditado).
- Eduardo Alcaraz como Artista del teatro (no acreditado).
- Jorge Arriaga como Detective de policía (no acreditado)
- Armando Arriola como Empleado del teatro (no acreditado).
- Magdaleno Barba como Empleado del teatro (no acreditado).
- León Barroso como Obdulio (no acreditado).
- Antonio Bravo como Señor director de empresa (no acreditado).
- Manuel Casanueva como Empleado de casa de juegos (no acreditado).
- Nacho Contla como Don Cástulo, empresario (no acreditado).
- María Luisa Cortés como Clienta de casa de juegos (no acreditada).
- Julio Daneri como Conductor de música del teatro (no acreditado).
- Ángel Di Stefani como Empleado del teatro (no acreditado).
- Manuel Dondé como Detective de policía (no acreditado).
- Guillermo Hernández como Asesino miembro de la banda (no acreditado).
- Velia Lupercio como Espectadora en teatro (no acreditada).
- Lucrecia Muñoz como Clienta de casa de juegos (no acreditada).
- Rubén Márquez como Cliente de casa de juegos (no acreditado).
- Pepe Nava como actor en escena (no acreditado).
- Óscar Ortiz de Pinedo como Fritz (no acreditado).
- Carlos Robles Gil como Espectador en teatro (no acreditado).
- Humberto Rodríguez como Pedro (no acreditado).
- Ángela Rodríguez como Espectadora en teatro (no acreditada).
- Alfonso Torres como Empleado de casa de juegos (no acreditado).
- Rafael Torres como Agente de policía (no acreditado).
- María Valdealde como Espectadora en teatro (no acreditada).
- Christa von Humboldt como Rubia en casa de juegos (no acreditada).